# Koopa Troopa
I Koopa Troopa, noti in giapponese come Nokonoko (ノコノコ?) e spesso chiamati semplicemente Koopa, sono tartarughe immaginarie del franchise di Mario, a partire da Mario Bros.; il nome Koopa Troopa tuttavia venne usato solo a partire da Super Mario Bros..

## Storia
Dopo il successo del videogioco arcade Donkey Kong (1981), Nintendo iniziò a lavorare su un seguito che si concentrasse maggiormente sul personaggio di Mario, che uscì come Mario Bros. (1983). L'idea di creare un nemico a forma di tartaruga nacque durante lo sviluppo delle meccaniche di gioco. Dopo che i designer Gunpei Yokoi e Shigeru Miyamoto avevano deciso che il gioco sarebbe stato incentrato sulle abilità sovrumane di salto di Mario, che gli permettevano di saltare tra diversi livelli di piattaforme, si concentrarono su come i nemici sarebbero stati attaccati. Vennero così a un'idea: il giocatore doveva colpire i nemici dal livello inferiore, facendo sì che Mario colpisse il soffitto e questo abbattesse il nemico. Tuttavia, durante i test di gioco, questa modalità venne ritenuta troppo facile, quindi decisero di implementare un approccio in due fasi, in cui era necessario prima stordire i nemici. Quando pensarono a che tipo di nemico fosse sensato stordire in questo modo, arrivarono all'idea di una tartaruga che si sarebbe bloccata dopo essere stata capovolta sul suo guscio. Così, il gioco fu progettato affinché il giocatore dovesse colpire la tartaruga dal basso, facendola ribaltare, e poi saltare su di essa per sconfiggerla prima che riuscisse a rimettersi in piedi.
Con il concetto stabilito, si dedicarono alla creazione del personaggio della tartaruga. Miyamoto inizialmente spiegò cosa voleva che il design fosse, ma il primo abbozzo risultò troppo realistico e non si adattava bene allo stile grafico di Mario. Così, Miyamoto disegnò personalmente il concetto, enfatizzando una testa grande e un corpo più simile a una testuggine. Nel gioco Mario Bros. il personaggio veniva chiamato "Shellcreeper", ma nei successivi giochi della serie Super Mario venne rinominato Koopa Troopa. Nelle prime build molto grezze di Super Mario Bros. (1985), il Koopa Troopa era l'unico nemico. Tuttavia, i test di gioco rivelarono che il processo in due fasi per sconfiggerlo risultava troppo difficile nelle prime fasi del gioco. Dunque, invece di modificare il Koopa Troopa, venne così dato alla luce un altro celebre personaggio della serie: il Goomba. Allo stesso modo, quando il developer Takashi Tezuka volle creare un nemico volante, si trovò a dover fare i conti con le limitazioni hardware del Nintendo Entertainment System. Per risparmiare memoria, decise di modificare il design del Koopa Troopa, aggiungendo ali sopra il suo guscio. Sebbene Miyamoto fosse inizialmente scettico, fu convinto quando vide il design finale, e così nacque il Koopa Paratroopa, che venne inserito nel gioco.
Parlando dell'anatomia delle tartarughe con il collega Hirokazu Tanaka, arrivarono all'idea che la tartaruga potesse essere completamente sprovvista del suo guscio. Sebbene ammettessero che questo non fosse come funzionano realmente i gusci delle tartarughe, Miyamoto apprezzò l'idea perché aiutava a visualizzare quando la tartaruga fosse ancora stordita: fuori dal guscio, era stordita, e una volta che vi rientrava, era di nuovo attiva. Sebbene inizialmente si fosse chiesto se questo fosse un "inganno per i bambini", alla fine decise che la possibilità di rimuovere completamente il corpo dal guscio sarebbe stata una differenza chiave tra una tartaruga e un Koopa Troopa.
Con il miglioramento dell'hardware, Nintendo riuscì a sviluppare ulteriormente i Koopa Troopa. Super Mario World (1991), il primo gioco di Mario per la più potente piattaforma Super Nintendo, permise movimenti e animazioni più avanzate, compresi Koopa Troopa senza guscio con la piuma cappa, power up esclusivo del gioco. Questo sviluppo influenzò anche Super Mario Bros. Wonder (2023), dove i creatori cercavano modi per aggiornare i vecchi design dei personaggi con nuove animazioni e concetti, dando vita al Rolla Koopa, un Koopa Troopa che si muove con dei pattini a rotelle. L'hardware più potente permise anche di ottenere una nuova e più vivace combinazione di colori.

## Colori e significati
I Koopa Troopa possono avere il guscio di diversi colori e ognuno ha caratteristiche diverse.

### Mario Bros.
Qui sono i nemici di base e, come tutti gli altri nemici, cambiano colore e aumentano di velocità quando si risvegliano dallo "stordimento"; passando da verde a rosso a blu (al massimo raggiungono la stessa velocità di Mario).

### Serie diSuper Mario Bros
Qui se Mario salta su un Koopa Troopa, esso si rintana nel guscio.
- Verde: cammina solo in una direzione, e davanti ad un precipizio continua a camminare. Se incontra un ostacolo cambia direzione.
- Rosso: a differenza di quello verde, cambia direzione se si trova davanti ad un dirupo.
- Blu: è presente in New Super Mario Bros. in un livello del multiplayer; se Mario ci salta sopra esso regalerà il suo guscio, trasformando così Mario in Tarta Mario.
- Giallo: è presente solo in Super Mario World e se Mario ci salta sopra esso rilascerà una moneta.
- Verde Acqua: sono presenti solo nei livelli sotterranei di Super Mario Bros. e Super Mario Bros.: The Lost Levels e si muovono come i Koopa Verdi.

### Super Mario Land
Qui i Koopa Troopa sono assenti e sono sostituiti dai Nokobon che, al posto del guscio, hanno delle bombe. Se Mario salta su di essi, esplodono dopo pochissimi secondi.

### Super Mario Land 2
Anche qui i Koopa Troopa hanno tutti lo stesso colore. Se Mario salta su uno di essi, questo si rintana nel guscio.

### Super Mario World
Se Mario salta su un Koopa Troopa, esso si separa dal guscio. Inoltre può essere ingerito da Yoshi.
- Verde: se il Koopa Troopa o solo il guscio viene ingerito da Yoshi, il dinosauro potrà sputare il guscio per colpire i nemici.
- Rosso: se il Koopa Troopa o solo il guscio viene ingerito da Yoshi, il dinosauro potrà sputare tre palle di fuoco per colpire i nemici.
- Blu: se il Koopa Troopa o solo il guscio viene ingerito da Yoshi, il dinosauro potrà volare per un periodo di tempo limitato. Yoshi può anche sputare il guscio per colpire i nemici.
- Giallo: se il Koopa Troopa o solo il guscio viene ingerito da Yoshi, il dinosauro potrà creare onde d'urto quando salta e ricade sul terreno per un breve periodo. Yoshi può anche sputare il guscio per colpire i nemici.
- Multicolore: se il Koopa Troopa viene ingerito da Yoshi, il dinosauro potrà volare, creare onde d'urto e sputare fuoco. Questo tipo di Koopa Troopa nasce dall'incontro di un guscio giallo vuoto ed una tartaruga, e comincia a roteare caricando verso Mario.

### Super Mario 64
Qui ci sono solo i Koopa Verdi, che rilasciano monete blu se separati dal guscio e eliminati. Inoltre, una volta separati, si può saltare sul guscio del Koopa e usarlo per aumentare la propria velocità.
Un personaggio del gioco è Koopa il Veloce, un Koopa Troopa più grande del normale e patito di corse, che sfiderà Mario due volte mettendo in palio due Stelle.

### Super Mario Sunshine
Qui alcuni Koopa hanno un guscio blu che lancia e scatena scariche elettriche. Altri, invece, hanno un guscio rosso e camminano sulle sbarre.

### Super Mario Galaxy
Qui, come anche in Super Mario Galaxy 2, se Mario vi salta sopra perdono il loro guscio, che potrà essere poi lanciato:
- Se si lancia il guscio verde, esso andrà velocemente in un'unica direzione.
- Se si lancia il guscio rosso, esso inseguirà il nemico più vicino.

In più, se si porta un qualsiasi guscio in acqua, si potrà nuotare a una velocità maggiore.

## Apparizioni

### Apparizioni come personaggio giocabile
- Super Mario Kart - SNES - 1992
- Mario's Tennis - Virtual Boy - 1995
- Mario Golf: Toadstool Tour - GameCube - 2003
- Mario Kart: Double Dash!! - GameCube - 2003
- Mario Power Tennis - GameCube, Wii - 2004
- Mario Smash Football - GameCube - 2005
- Mario Super Sluggers - Wii - 2008
- Mario Kart Wii - Wii - 2008
- Mario Kart 7 - Nintendo 3DS - 2011
- Mario Party 9 - Wii - 2012
- Mario Kart 8 - Wii U - 2014
- Mario Kart 8 Deluxe - Nintendo Switch - 2017
- Super Mario Party - Nintendo Switch - 2018
- Mario Tennis Aces - Nintendo Switch - 2018
- Mario Kart Tour - iOS, Android - 2019

## Koopa Paratroopa

Un Paratroopa con guscio rosso

Una versione evoluta dei Koopa Troopa sono i Paratroopa, che sono dotati di ali. Appaiono nella maggior parte dei titoli di Super Mario e il colore del loro guscio ne determina i comportamenti: un Paratroopa con guscio verde avanza saltellando e cade di fronte ad un dirupo. Quelli con guscio rosso si trovano di solito come ostacoli nei larghi salti e volano con un percorso fisso, in genere verticale.
Paratroopa appare come personaggio utilizzabile in alcuni titolI:
- In Mario Kart: Double Dash!! è uno dei personaggi utilizzabili dall'inizio del gioco e fa coppia con Koopa.
- In Mario Power Tennis è un personaggio sbloccabile che usa la sua velocità per giocare al meglio la partita.
- In Mario Kart Wii il guscio blu di un Koopa Paratroopa è utilizzabile fin dall'inizio del gioco come normale oggetto(vola sulla pista e colpisce il primo)
- In Super Smash Bros. Brawl nella modalità avventura, l'unica differenza nel colore del guscio sta nel fatto che i Koopa Paratroopa verdi volano indipendentemente dal giocatore, quelli rossi lo inseguono.
- Mario Tennis Open

## Koopa Troopa amici
Più Koopa Troopa hanno accompagnato Mario nelle sue avventure:
- In Paper Mario, Mario incontra Kooper, un Koopa Troopa voglioso di avventure e fan di Kolorado, un Koopa Troopa archeologo stravagante. Vive a Koopa Village.
- In Paper Mario: Il portale millenario, Mario incontra Koopaldo, un Koopa Troopa timido e dall'aspetto malaticcio, sempre con un cerotto in faccia. Egli è fidanzato con Koopamela, che non vuole fare partire Koopaldo insieme a Mario per paura che si possa fare male. Vivono entrambi a Borgofiore.
- In Mario & Luigi: Fratelli nel Tempo Lilly Koopa (in inglese Kylie Koopa) aiuta Mario e Luigi nella loro avventura. Lilly è una giornalista nella Gazzetta del Koopa, si diverte a fare fotografie e perciò sempre alla ricerca di qualche scoop. Lilly Koopa è riconoscibile dagli altri Koopa Troopa per le sue scarpe rosa, un fazzoletto intorno al collo rosa, un cappello verde, gli occhi truccati di rosa e dalla sua macchina fotografica. Appare anche come fotografa a Risvegliopoli in Mario & Luigi: Dream Team Bros..
- In Mario & Luigi: Viaggio al centro di Bowser Mario incontra Koopuzzle, uno dei tre saggi a cui Bowser ha rubato una Curastella. Si diverte a fare puzzle e a raccontare le sue avventure passate. Inoltre Mario incontra tre Paratroopa dal guscio blu che lo aiutano a superare ostacoli grazie ai loro gusci blu sparsi per il Regno dei Funghi. Inoltre gli faranno trovare un nuovo Attacco Speciale (Stellassalto).

## Membri conosciuti nemici
- Antikoopa (In inglese Shady Koopa), appare in Paper Mario: Il portale millenario e si caratterizza per gli scarponi blu, occhiali da sole, pelle grigiastra e guscio blu ceruleo.
- Nonno Koopa (in inglese Koopa Krag) è un anziano Koopa apparso in Mario Party DS e si caratterizza per la pelle olivastra, barba bianca e capelli grigi che coprono i suoi occhi.